# نوغان (محافظة خراسان)
نوغان، منطقة قديمة في مدينة مشهد الإيرانية. تقع في محافظة خراسان في شمال شرقي إيران. غالبا ما تذكر من توابع مدينة توس القديمة. اليوم يطلق هذا الاسم على شارع في مشهد يصل بين الدوار الطبرسي وشارع آيت الله الكاشاني.

تاريخياً، يذكر اسم نوغان في قضية سفر علي بن موسى الرضا، الإمام الثامن لدى الشيعة الإثني عشرية إلى خراسان. واليوم تعتبر حي من أحياء مدينة مشهد.